# Acanthogorgia wireni
Acanthogorgia wireni is een zachte koraalsoort uit de familie Acanthogorgiidae. De koraalsoort komt uit het geslacht Acanthogorgia. Acanthogorgia wireni werd in 1931 voor het eerst wetenschappelijk beschreven door Aurivillius. 